# Амо Бек-Назарян
Бек-Назаря́н Амо́ Іва́нович (вірм. Համո Բեկնազարյան; 19 травня 1891, Єреван — 27 квітня 1965, Москва) — радянський вірменський кінорежисер, сценарист, актор. Народний артист Вірменської РСР з 1935 року. У 1966 році ім'я А. Бек-Назарова отримала кіностудія «Вірменфільм».

## Біографія
У роки першої світової війни отримав популярність як «зірка» російського німого кіно (знявся більш ніж у 70 фільмах). До вступу до інституту був професійним спортсменом.
У 1918 році закінчив Московський комерційний інститут. З 1914 року — актор кіностудії Г. Лібкена у Ярославлі, з 1915 року — Акціонерного товариства «Ханжонков і К°» і «Біофільм» («Біохромфільм»). У 1920–1921 роках — актор Музсекції Мосради, Харківського Народного будинку і Тіфлісського драмтеатру. З 1921 року — творець і керівник кіносекції Наркомпроса Грузії (пізніше — Держкінопрома Грузії).
Режисер, творець першого художнього фільму вірменської кінематографії «Намус» (1926 рік).

## Фільмографія

### Режисер
- У ганебного стовпа (1923 рік)
- Зниклі скарби (1924 рік)
- Натела (1926 рік)
- Намус (1926 рік)
- Землетрус в Ленінакані (1926 рік), документальний фільм
- Заре (1927 рік)
- Шор і Шоршор (1927 рік)
- Хас-пуш (1928 рік)
- Будинок на вулкані (1929 рік)
- Севіль (1929 рік)
- Ігденбу (1930 рік)
- Країна Найрі (1930 рік), документальний фільм
- Людина з орденом (1932 рік)
- Пепо (1935 рік)
- Зангезур (1938 рік)
- Сабухі (1941 рік)
- Дочка (1942 рік)
- Давид Бек (1944 рік)
- Анаїт (1947 рік)
- Дівчина Араратськой долини (1950 рік)
- Другий караван (1951 рік), фільм не був дознятим
- Субтропіки Середньої Азії (1953 рік), документальний фільм
- Новосілля (1955 рік)
- Насреддін у Ходженті, або Зачарований принц (1959 рік)

### Сценарист
- У ганебного стовпа (1923 рік)
- Зниклі скарби (1924 рік)
- Натела (1926 рік)
- Землетрус в Ленінакані (1926 рік), документальний фільм
- Намус (1926 рік)
- Заре (1927 рік)
- Шор і Шоршор (1927 рік)
- Хас-пуш (1928 рік)
- Злий дух (1928 рік)
- Будинок на вулкані (1929 рік)
- Севіль (1929 рік)
- Ігденбу (1930 рік)
- Людина з орденом (1932 рік)
- Пепо (1935 рік)
- Зангезур (1938 рік)
- Давид Бек (1944 рік)

## Актор
- Енвер-паша — зрадник Туреччини (1914 рік), стражник
- Моє вогнище в тумані світить (1915 рік), митець Красотін. Фільм Сігізмунда Веселовського, випущений кіностудією АТ «Г. І. Лібкін».
- Трагедія сім'ї Набатових (1915 рік), Поміщик Вікулов
- Юрій Нагорний (1915 рік), Юрій Нагорний
- Драма у літаку (1916 рік), Циган Алеко
- Душа в масці (1916 рік)
- Загадковий світ (1916 рік), Золотніцин, голова клубу естетів
- Кров, за яку не помстилися (1916 рік), Павло Арденін
- Переможений кумир (1916 рік), Солнцев
- Мертві мовчать (1916 рік), Левітов
- Бунтівний дух (1916 рік)
- Вогненний диявол (1916 рік)
- Люди гарячих пристрастей (1917 рік)
- Брехня (1918 рік)
- Єва (1918 рік)
- Вечірня жертва (1918 рік), Валеско
- Той, який йде на смерть (1918 рік), Скульптор Івар
- Танець скорботи і метушні (1918 рік), Леонід Веригін
- Скерцо диявола (1918 рік)
- Так було, але так не буде (1918 рік), Сергій Попов
- Три злодії (1918 рік), Каськарілья
- Вічна казка життя (1919 рік), Граф
- Чаша спокутування (1919 рік), Яков Аріс
- Фортеця Сурам (1922 рік), Дурмішхан

## Нагороди

### Сталінська премія
- Премія ІІ ступеня 1941 року за фільм Зангезур.